# Aéroport international de Langkawi
L'aéroport international de Langkawi (code IATA : LGK • code OACI : WMKL), est un aéroport situé sur l'île de Langkawi dans l'état de Kedah en Malaisie. Il est situé à Padang Matsirat, à 25 minutes de route du centre-ville, et à une heure de vol de la capitale, Kuala Lumpur.
En 2009, l'aéroport a accueilli 1 539 271 passagers, et 39 815 mouvements aériens.

## Situation
| Alor · Setar Ba'kelalan Bario Bintulu Ipoh Johor Bahru Kerteh Kota Bharu Kota · Kinabalu Kuala · Lumpur Kuala Terengganu Kuantan Kuching Kudat Labuan Lahad Datu Langkawi Lawas Limbang Long · Akah Long · Banga Long Lellang Long · Seridan Malacca Marudi Miri Mukah Mulu Pulau · Pangkor Penang Pulau Redang Sandakan Sibu Subang Tanjung · Manis Tawau |

## Compagnies aériennes et destinations
| Compagnies              | Destinations                                                |
| ----------------------- | ----------------------------------------------------------- |
| AirAsia                 | Johor Bahru-Senai, Kuala Lumpur, Penang, Singapour-Changi   |
| Berjaya Air             | Kuala Lumpur-Subang                                         |
| China Southern Airlines | Canton-Baiyun                                               |
| Firefly                 | Kuala Lumpur-Subang, Penang                                 |
| Malaysia Airlines       | Kuala Lumpur                                                |
| Malindo Air             | Kuala Lumpur, Kuala Lumpur-Subang                           |
| Qatar Airways           | Doha-Hamad[1]                                               |
| Scoot                   | Singapour-Changi                                            |
| TUI                     | En saison Charter : Birmingham, Londres-Gatwick, Manchester |

Édité le 16/07/2020

## Trafic et statistiques

### En tableau
Pour des raisons techniques, il est temporairement impossible d'afficher le graphique qui aurait dû être présenté ici.

Voir la requête brute et les sources sur Wikidata.
| Position | Destinations           | Fréquence hebdomadaire |
| -------- | ---------------------- | ---------------------- |
| 1        | Kuala Lumpur (KLIA)    | 50                     |
| 2        | Penang                 | 28                     |
| 3        | Selangor, Subang (SZB) | 14                     |
| 4        | Singapour              | 8                      |

## Source de la traduction
- (en) Cet article est partiellement ou en totalité issu de l’article de Wikipédia en anglais intitulé « Langkawi International Airport » (voir la liste des auteurs).

## Liens Externes
- Aéroport International de Langkawi sur le site de la Malaysia Airports Holdings Berhad